# Shai Agassi

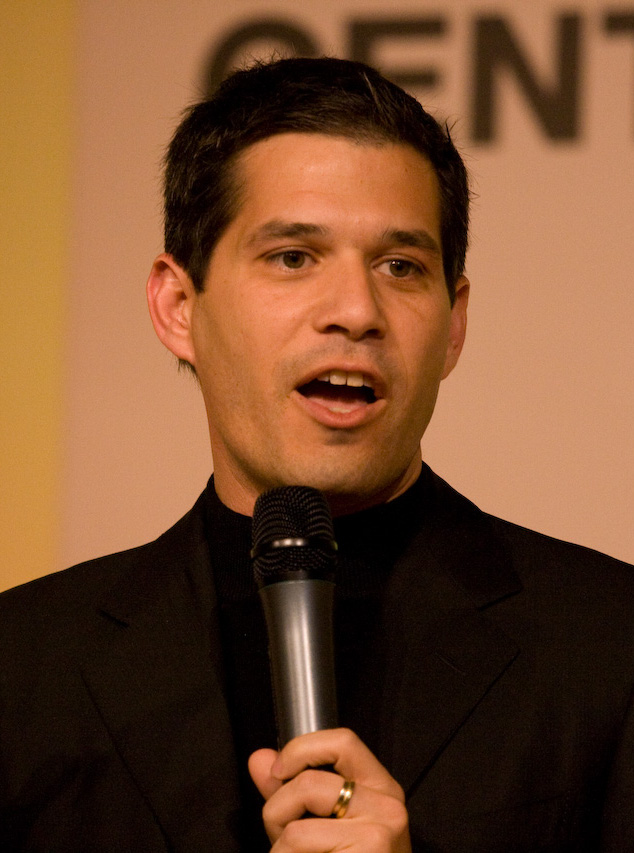
Shai Agassi (2008)

Shai Agassi (hebräisch שי אגסי; * 19. April 1968 in Ramat Gan) ist ein israelischer Software-Unternehmer.
Er gehörte 2001–2007 der SAP AG an und war dort seit 2002 Mitglied des Vorstandes.
Shai Agassi verließ die Firma trotz eines bis 2010 laufenden Vertrags 2007. Seither engagiert er sich für alternative Antriebstechniken von Kfz mit dem Projekt Better Place, das eine flächendeckende Infrastruktur für den Massenbetrieb von Elektroautos zur Verfügung stellen soll, sowie auf dem Gebiet der Umweltpolitik für die Zukunft Israels. Am 26. Mai 2013 hat Better Place in Israel vor Gericht beantragt, einen Insolvenzverwalter einzusetzen, um eine geordnete Abwicklung einzuleiten, nachdem letzte Finanzierungsgespräche gescheitert waren.

## Leben
Shai Agassi wurde 1968 in Ramat Gan in der Nähe von Tel Aviv in Israel geboren. Er entstammt einer jüdischen Familie, die zur Staatsgründung nach Israel übersiedelte. Agassis Vater Reuven Agassi (* 1941) war Oberst in der israelischen Armee und später in der Telekommunikation tätig. Agassis Eltern leben in Raanana, er hat eine Schwester und einen Bruder.
Bereits in seiner Kindheit begann Shai Agassi sich für Computer zu interessieren, sammelte mit fünf Jahren Lochkarten und belegte mit sieben Jahren an der Universität von Tel Aviv einen Computerkurs für Kinder, wo er das Programmieren in Fortran erlernte. Im Alter von 18 Jahren wurde er von einem Auto erfasst und brach sich dabei sein rechtes Bein. Eine Spätfolge dieses Unfalls sind chronische Rückenschmerzen.
1986 trat Agassi seinen Wehrdienst als Programmierer bei der militärischen Aufklärung der israelischen Armee an. Im Anschluss studierte er am Technion und schloss dort 1990 seinen Bachelor in Informatik mit Auszeichnung ab.
Agassi lebt seit 1996 mit seiner Frau, der ehemaligen Geschäftsführerin von QuickSoft Media, und seinen beiden Söhnen (* 1996 und * 2000) in Los Gatos in Kalifornien.
Bevor Agassi Vorstandsmitglied bei der SAP AG wurde, war er Vorstandschef der Firma SAP Portals, die 2002 komplett in die SAP AG integriert wurde.
SAP Portals wiederum ging aus SAP Tochter e-SAP.de und der israelischen Firma TopTier Software hervor. TopTier wurde von der SAP AG im Jahre 2001 für 400 Millionen US-Dollar übernommen. TopTier war 1992 von Shai Agassi gegründet worden. TopTier entwickelte Portal-Software auf Basis von Microsoft-Technologien. Agassi leitete dabei die Technologie-Entwicklung und hatte später auch die Firmenleitung inne. Er setzte sich 1996 für den Umzug von TopTier nach Kalifornien ein.
Neben TopTier gründete Agassi in Israel zusammen mit seinem Vater drei weitere Firmen:
- 1992 Quicksoft Ltd, eine Vertriebsfirma für Multimedia-Software für den israelischen Markt,
- 1993 TopManage, einen Anbieter von Unternehmens-Software für mittelständische Unternehmen und
- 1994 das Multimedia-Software-Unternehmen Quicksoft Media.

TopManage wurde 2002 von der SAP AG gekauft, das Produkt der Firma bildete die Grundlage für SAPs Mittelstandslösung Business One.
Als der SAP-Mitbegründer Hasso Plattner Mitte 2003 den Vorstand der SAP AG verließ, wurde Agassi von den Medien bereits als dessen Nachfolger für den Vorstandsvorsitz gehandelt. 2003 wurde Agassi vom TIME Magazine und CNN zu einem der 20 einflussreichsten Geschäftsleute 2003 gewählt.
2006 kündigte Agassi an, mit einer neuen Firma Infrastruktur für Elektroautos bereitzustellen.
Am 29. Oktober 2007 gründete er die Firma Project Better Place. Im Mai 2008 präsentierte die Firma einen Prototyp des Autos. Anfang Januar 2009 verkündete er Ich bin das Ende des Öls. Er wollte die großen Automobilhersteller dazu bringen, in den nächsten 15 Jahren viele neue Elektroautos herzustellen. Renault und andere staatliche und private Geldgeber investierten rund 850 Millionen Dollar in Better Place.
2011 erhielt er den Bertha-und-Carl-Benz-Preis der Stadt Mannheim.
Better Place wurde 2011 mit 2,25 Milliarden Euro bewertet. Im Oktober 2012 trat Agassi von seinem Vorstandposten zurück. Die Firma hatte in Dänemark und Israel insgesamt 750 Kunden. 2013 stellte Better Place einen Insolvenzantrag.
2014 wurde bekannt, dass Agassi sich einem neuen Projekt zugewendet hat: dem Start-up Newrgy, das in der Photovoltaik-Branche angesiedelt ist.